# Šubić I. István
Šubić I. István (horvátul: Stjepan I. Šubić, 1160 körül – 1238) a 12. és 13. században élt horvát nemes, a Šubić nemzetségből származó brebiri és traui gróf.

## Családja
Šubić Pribina brebiri gróf fia, Šubić I. Gergely brebiri gróf unokája volt. Nagyapjának négy ismert fia volt, közülük Pribina örökölte a grófi címet. Pribina testvérei közül II. Gergely knini püspök lett, Višan (Busineus) pedig Zvonigrad várának ura volt. Pribina uralkodásáról keveset tudunk, valószínűleg korán meghalt. Utóda 1197-ben III. Gergely lett, aki öccsével, I. Istvánnal együtt gyakorolta a hatalmat, olyannyira, hogy a korabeli oklevelek szinte kivétel nélkül együtt említik őket. 

## Élete
István és Gergely hatalomátvétele a brebiri grófság élén a III. Béla király halála (1196) utáni zavaros időszakra esett. Béla után fia, Imre lett az uralkodó, másik fiára Andrásra csak várakat, nagy birtokokat és sok pénzt hagyott. András azonban 1197-ben fegyverrel támadt bátyja ellen, és mivel legyőzte megkapta a dalmát-horvát hercegséget. András a tengermelléki részeken önálló uralkodóként rendezkedett be és nekilátott a királyi hatalom megszerzésére irányuló szervezkedésnek. A királyi családban egy ilyen szakadás végén nemcsak a királyi hírnéven esett csorba, de a régiók ereje is jelentősen meggyengült. Ez a helyi hatalmasságok felemelkedéséhez vezetett, akik területükön királyként kezdtek uralkodni. Ez az oligarchikus uralom kezdetét jelentette Horvátországban.
István és Gergely hatalomra jutásakor (1197) még békében élt Sidragai Domalddal, de az 1202-es zárai keresztes hadjárat okozta nagy, bár átmeneti változások megzavarták a horvátországi erőviszonyokat. Domald megerősödött, mert sikerült kiűznie Zárából a keresztes-velencei sereget, és Zára ura lett. Mivel Domald Spalatót és Sebenicót is birtokolta, hatalma csúcsára ért. A 13. század elején a horvát nemesek közötti konfrontáció már olyan heves volt, hogy egy zárai okirat már „szakadásnak” nevezte.
A Šubićok ideje azonban hamarosan elérkezett, mert Domald elégedetlen volt azzal, hogy a keresztes hadjáratba induló II. András nem bízta meg a Horvátország és Dalmácia igazgatásával. Így a királynál kegyvesztett lett. Spalatói uralma miatt konfliktus alakult ki közte és a Šubićok között, amely 1221-ben Domald vereségével és a splalatói tisztsége elvesztésével ért véget. Spalatót István nagybátyja, Višan kapta meg, István és testvére Gergely pedig jutalmul megkapták birtokait, melyek „a Krka vizétől a tengerig és Záráig” terjedtek. Tamás spalatói főesperes szerint Horvátországban egyetlen nemese sem mert szembeszállni velük, kivéve nagybátyjukat, Višant Zvonigrád urát.
Hamarosan viszály tört ki Šubić családon belül, melynek tétje már a legfőbb hatalom birtoklása volt, hiszen a család legidősebb tagja Višan volt. 1223-ban történt, hogy Visan gróf sereget gyűjtött, és váratlanul felbukkant Bribir vára alatt. A várat minden oldalról körülvette, hogy azt senki ne hagyja el, de Gergely kijátszotta a nagybátyját. Egy korai órán amikor Višan őrei már fáradtak voltak lesből az ablakokon át rátört az ellenségre. Višan seregét annyira megzavarta ez a váratlan rajtaütés, hogy még védekezni sem tudtak. Nagyszámú ellenséges katonát levágtak, magát Višant pedig elfogták. Amikor Gergely elé vitték az életéért könyörgött, de az megragadta kardját és belédöfte. Višan gróf halálával István és testvére hatalma tovább nőtt. A likai Zvonigradtól Bribirig és Skradinig, Knintől Belgrádig értek a birtokaik.
1224-ben és 1225-ben Péter humi herceggel vívtak háborút, mely a Šubićok győzelmével végződött. Nem sokkal ezután 1226-ban Horvátország ura András kisebbik fia, Kálmán herceg lett, aki a spalatói érseki palotába hívta össze az ország főnemeseit. Ez alkalommal Drid települést Treguan traui püspöknek adományozta és eltörölt minden olyan rendelkezést, amelyet még Béla király engedélyével Péter humi herceg vezetett be. A rendeletek végrehajtójának István grófot nevezte ki. István első dolga az volt, hogy kibékítse Spalato városát régi ellenfelével, Trauval, mely sikerült is neki, és hálából a trauiak megválasztották elöljárójuknak. Ezzől fogva István a traui grófi címet is viselte. Ettől fogva nemcsak a testvérek működtek együtt közösségeik érdekében, hanem a városi tanácsok is egymás mellett álltak, segítették Kálmán herceget és Gyula bánt a béke és rend helyreállításában a Horvát Királyságban. Több perben képviselte alattvalóit Kálmán herceg és a bán előtt.
István grófot Gergely ifjabb testvérét és hűséges segítőjét 1232-ben és 1234 február 18-án dicső grófként („inclitus comes”) említik. Ezt követően írásos forrásban már nem szerepel. Halála időpontja nem ismert, valószínűleg 1238 körül halt meg. Ismeretes, hogy két fiút hagyott hátra: Istvánt (Stjepan) és Jakabot (Jakov). Idősebb fia, idős apjától megkülönböztetésül Stipko vagy Stjepko becenevet kapta. Rangidősként ő örökölte a brebiri grófi címet és ezzel ezt követően a családfő tisztjét is.